# Port de croisière

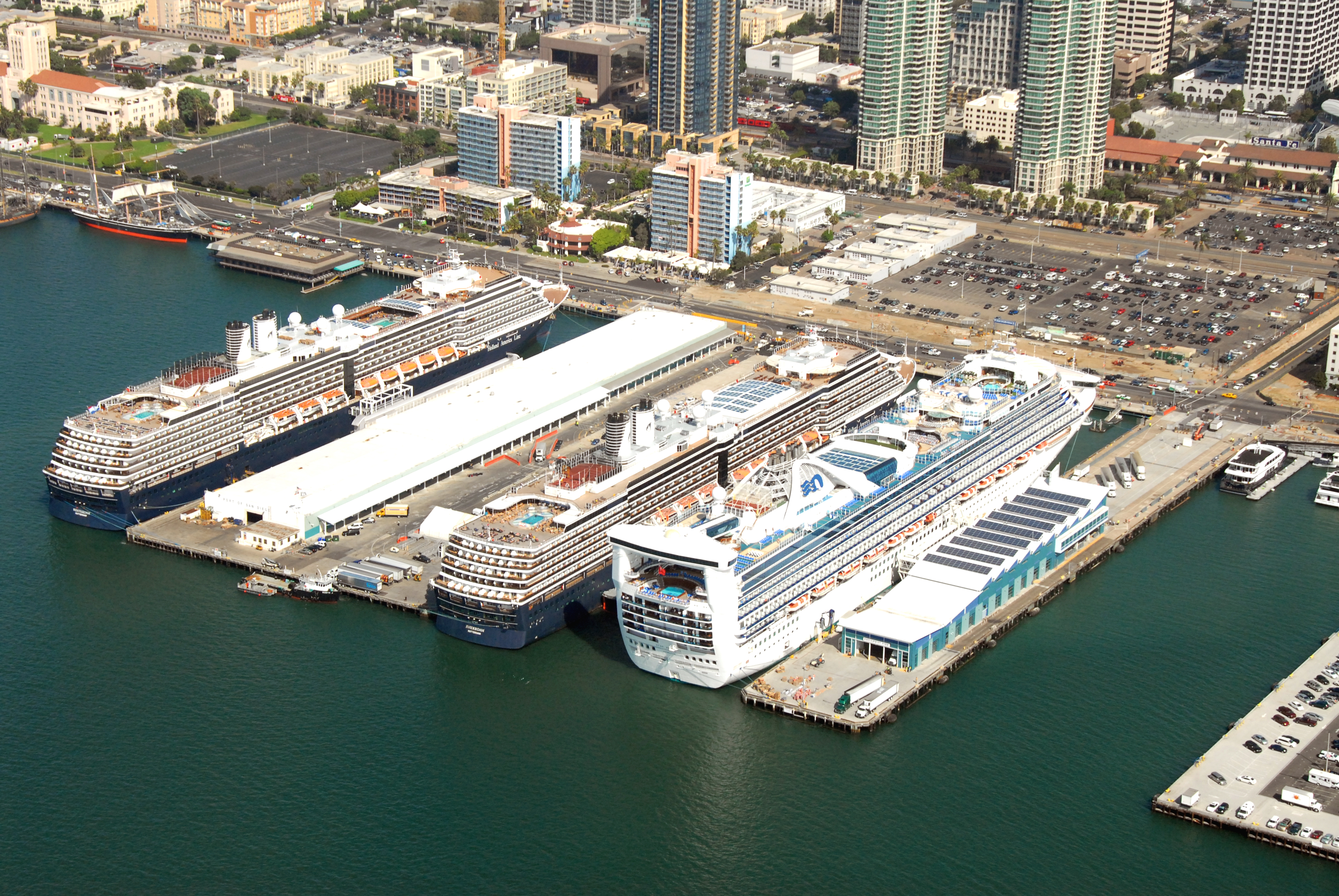
Vue du port de croisière de San Diego avec trois navires à l'ancre.

Un port de croisière est un port accueillant de nombreux paquebots de croisière. Le port de Miami, aux États-Unis, est le principal port de croisière du monde.